# Susannah Cahalan
Susannah Cahalan (New York, 1985.), američka spisateljica i novinarka. Rođena je 1985. godine u New Yorku, gdje se školovala i zaposlila u dnevnom listu "The New York Post" kao reporterka. Radila je tamo otprilike godinu dana prateći lokalne teme kada se iznenada teško razboljela od bolesti koja je drastično utjecala na njeno ponašanje, raspoloženje, sjećanje. Nakon što je izliječena ustanovivši da je njen medicinski slučaj u SAD bio jedinstven, odlučila je da ga istraži. Rezultat njenog istraživanja bila je knjiga "Mozak u plamenu: Mojih mjesec dana ludila", koju je objavila 2013. godine, te koja je bila ogroman američki bestseler. Ponosna je dobitnica nagrade za izvrsnost u novinarstvu The Silurian Award of Excellence in Journalism for Feature Writing. Njen slučaj izazvao je veliko zanimanje javnosti, pa je dala niz novinskih i televizijskih intervjua, a po njenoj knjizi snimljen je 2016. godine istoimeni film, Mozak u plamenu. Živi u Jersey Cityju u New Jerseyju.

## Vanjske poveznice
- (eng.) Susannah Cahalan u internetskoj bazi filmova IMDb-u (engl.)